# 陈烈民
陈烈民（1926年2月—2013年7月1日），男，陕西富平人，中华人民共和国政治人物，曾任中华人民共和国石油工业部党组副书记、副部长，中共黑龙江省委书记（非第一书记），黑龙江省人大常委会副主任，第五、六届全国人大代表。